# Paspanga (Zimtenga)
Pour les articles homonymes, voir Paspanga.
Paspanga est une ville du département de Zimtenga, dans la province de Bam, dans le Centre-nord, au Burkina Faso. En 2006, la ville comptait 375 habitants.